# Dollarisering
Dollarisering är en form av valutareform som innebär att ett land accepterar en främmande stabil hårdvaluta (vanligen US dollar) som betalningsmedel parallellt med eller i stället för den egna valutan.

## Länder med dollarisering

### Amerikanska dollar
- British Virgin Islands
- Östtimor
- Ecuador
- El Salvador
- Marshallöarna
- Mikronesien
- Panama
- Kambodja
- Vietnam

### Euro
- Kosovo
- Monaco
- Andorra
- San Marino
- Vatikanstaten
- Montenegro
- Bulgarien
- Bosnien och Hercegovina